# Cal Collet (Odèn)
Cal Collet és una masia del poble de Llinars, al municipi d'Odèn (Solsonès). La primera menció escrita és del segle XIX